# Tlogopakis
Tlogopakis is een bestuurslaag in het regentschap Pekalongan van de provincie Midden-Java, Indonesië. Tlogopakis telt 1973 inwoners (volkstelling 2010).